# 1-diazidocarbamoil-5-azidotetrazol
El 1-diazidocarbamoil-5-azidotetrazol, a menudo denominado en broma azidoazida azida, es un compuesto inorgánico heterocíclico con la fórmula C2N14. Es un explosivo extremadamente sensible.

## Síntesis
El 1-diazidocarbamoil-5-azidotetrazol se produjo mediante diazotización de  cloruro de triaminoguanidinio con nitrito de sodio en agua ultrapurificada. Otra síntesis utiliza una reacción de metátesis entre tetrabromuro de isocianógeno en acetona y azida de sodio acuosa. Esto primero forma tetraazida de isocianógeno, el isómero 'abierto' de C2N14, que a temperatura ambiente experimenta rápidamente una reacción de ciclación irreversible para formar un anillo de tetrazol.

## Propiedades
El 1-diazidocarbamoil-5-azidotetrazol tiene una densidad de 1.723 cg/cm3 y produce una explosión violenta a 110 °C.
La molécula C2N14 es un tetrazol monocíclico con tres grupos azida con un peso molecular de 220,16 g.mol−1. Tiene un equilibrio molecular entre una forma cerrada y una forma abierta, la tetraazida de isocianógeno que se conoce desde 1961, esta última se cicla rápidamente a la forma de tetrazol cíclico (C2N14) a temperatura ambiente.
Es uno de una familia de compuestos de nitrógeno de alta energía en los que los átomos de nitrógeno no tienen enlaces triples fuertes. Esta conformación es menos estable, lo que hace que los compuestos sean susceptibles de descomposición explosiva liberando gas nitrógeno.
Este explosivo tetrazol tiene una temperatura de descomposición de 124 °C. Es muy sensible, con una sensibilidad al impacto inferior a 0,25 julios. Sin embargo, es menos sensible que el triyoduro de nitrógeno. La descomposición puede iniciarse por contacto o usando un rayo láser. Por estas razones, a menudo se afirma erróneamente que es el compuesto más sensible del mundo.